# União Liberal
A União Liberal (Unión Liberal em espanhol) foi um partido político espanhol da segunda metade do século XIX fundado por Leopoldo O'Donnell em 1858, visando aglutinar em torno ao mesmo os moderados não absolutistas do reinado de Isabel II de Espanha e os progressistas menos exaltados numa tentativa por ocupar o centro político da época. 
Era um partido eminentemente pragmático, cujos princípios básicos foram conservar a Monarquia como forma de governo mas afastando-a das tentações absolutistas, reformar a administração pública num senso centralista e oferecer certo grau de multipartidismo aos Moderados e Progressistas. Junto a isso visava a reforma da lei imprensa — que não chegou a realizar — e o mantimento de uma política econômica de fortes inversões públicas.
De fato, após as eleições a Cortes do 20 de Setembro de 1858, a União Liberal ocupou a maioria das cadeiras, o qual permitiu manter-se no poder até à revolução de 1868 e a chegada do Sexênio Democrático.
A União Liberal agrupava-se em torno à personalidade de O'Donnell e à mão férrea do seu Ministro de Governação, José Posada Herrera. Ao mesmo pertenceram também figuras como Francisco Serrano Domínguez, Juan Manuel de Manzanedo, Juan Prim, Manuel Silvela e o mesmo Antonio Cánovas del Castillo. 
A origem social dos seus membros era muito díspar: nobres, advogados, empresários, comerciantes, banqueiros, militares e funcionários públicos. 
A opinião da União Liberal era sustentada pelos jornais La Época, El Diario Español e La Correspondencia de España.